# Otacilia luzonica
Otacilia luzonica is een spinnensoort uit de familie van de Phrurolithidae.
De wetenschappelijke naam van de soort werd in 1898 als Palaetyra luzonica gepubliceerd door Eugène Simon.